# Élections législatives de 2002 dans l'Aude
Les élections législatives françaises de 2002 se déroulent les 9 et 16 juin 2002. Dans le département de l'Aude, trois députés sont à élire dans le cadre de trois circonscriptions.

## Élus
| Circonscription | Député sortant    | Parti | Parti | Député élu ou réélu | Parti | Parti |
| --------------- | ----------------- | ----- | ----- | ------------------- | ----- | ----- |
| 1re             | Jean-Claude Perez |       | PS    | Jean-Claude Perez   |       | PS    |
| 2e              | Jacques Bascou    |       | PS    | Jacques Bascou      |       | PS    |
| 3e              | Jean-Paul Dupré   |       | PS    | Jean-Paul Dupré     |       | PS    |

## Résultats

### Résultats à l'échelle du département
| Parti                                    | Parti                               | Premier tour | Premier tour | Second tour | Second tour | Sièges |
| Parti                                    | Parti                               | Voix         | %            | Voix        | %           | Sièges |
| ---------------------------------------- | ----------------------------------- | ------------ | ------------ | ----------- | ----------- | ------ |
|                                          | Parti socialiste                    | 61 098       | 37,34        | 83 983      | 56,49       | 3      |
|                                          | Parti communiste français           | 8 953        | 5,47         |             |             | 0      |
|                                          | Les Verts                           | 3 275        | 2,00         | 0           |             |        |
|                                          | Divers gauche dont Pôle républicain | 2 635        | 1,61         | 0           |             |        |
|                                          | Gauche parlementaire                | 75 961       | 46,43        | 83 983      | 56,49       | 3      |
|                                          |                                     |              |              |             |             |        |
|                                          | Union pour un mouvement populaire   | 32 598       | 19,92        | 45 423      | 30,55       | 0      |
|                                          | Union pour la démocratie française  | 13 690       | 8,37         | 19 261      | 12,96       | 0      |
|                                          | Mouvement pour la France            | 695          | 0,42         |             |             | 0      |
|                                          | Divers droite                       | 171          | 0,10         | 0           |             |        |
|                                          | Majorité présidentielle             | 47 154       | 28,82        | 64 684      | 43,51       | 0      |
|                                          |                                     |              |              |             |             |        |
|                                          | Front national                      | 22 476       | 13,74        |             |             | 0      |
|                                          | Extrême gauche dont LCR, LO et PT   | 4 277        | 2,61         | 0           |             |        |
|                                          | Chasse, pêche, nature et traditions | 3 850        | 2,35         | 0           |             |        |
|                                          | Extrême droite dont MNR             | 3 423        | 2,09         | 0           |             |        |
|                                          | Divers écologiste dont LT-LNÉ et GÉ | 1 935        | 1,18         | 0           |             |        |
|                                          | Divers                              | 1 162        | 0,71         | 0           |             |        |
|                                          |                                     |              |              |             |             |        |
| Inscrits                                 | Inscrits                            | 237 086      | 100,00       | 237 021     | 100,00      | 3      |
| Abstentions                              | Abstentions                         | 72 483       | 30,57        | 79 270      | 33,44       |        |
| Votants                                  | Votants                             | 164 603      | 69,43        | 157 751     | 66,56       |        |
| Blancs et nuls                           | Blancs et nuls                      | 4 365        | 2,65         | 9 084       | 5,76        |        |
| Exprimés                                 | Exprimés                            | 160 238      | 97,35        | 148 667     | 94,24       |        |
| Source : Ministère de l'Intérieur - Aude |                                     |              |              |             |             |        |

### Résultats par circonscription

#### Première circonscription (Carcassonne)
| Candidat       | Candidat                        | Parti             | Premier tour | Premier tour | Second tour | Second tour |  |
| Candidat       | Candidat                        | Parti             | Voix         | %            | Voix        | %           |  |
| -------------- | ------------------------------- | ----------------- | ------------ | ------------ | ----------- | ----------- |  |
|                | Jean-Claude Perez sortant réélu | PS                | 16 191       | 36,12        | 22 924      | 55,46       |  |
|                | Gérard Larrat                   | UMP               | 13 016       | 29,04        | 18 414      | 44,54       |  |
|                | Robert Morio                    | FN                | 6 194        | 13,82        |             |             |  |
|                | Henry Garino                    | PCF               | 3 011        | 6,72         |             |             |  |
|                | Roger Bertrand                  | Pôle républicain  | 1 487        | 3,32         |             |             |  |
|                | Patricia Soleil                 | CPNT              | 869          | 1,94         |             |             |  |
|                | Michel Cornuet                  | Les Verts         | 793          | 1,77         |             |             |  |
|                | Henri Escortell                 | MNR               | 747          | 1,67         |             |             |  |
|                | Valérie Desmoulins              | LCR               | 722          | 1,61         |             |             |  |
|                | Jean-Francois Daraud            | Divers            | 496          | 1,11         |             |             |  |
|                | Jean-Philippe Gadier            | LO                | 379          | 0,85         |             |             |  |
|                | Éric Diaz                       | Divers écologiste | 371          | 0,83         |             |             |  |
|                | Bernadette Fournié              | Régionaliste      | 174          | 0,39         |             |             |  |
|                | Jacques Vieules                 | PT                | 112          | 0,25         |             |             |  |
|                | Franck Ribot                    | Divers écologiste | 98           | 0,22         |             |             |  |
|                | Patricia Mondini                | Divers écologiste | 85           | 0,19         |             |             |  |
|                | Xavier Silvani                  | ND                | 76           | 0,17         |             |             |  |
|                | William Ficquet                 | Divers            | 0            | 0            |             |             |  |
|                |                                 |                   |              |              |             |             |  |
| Inscrits       | Inscrits                        | Inscrits          | 65 699       | 100,00       | 65 670      | 100,00      |  |
| Abstentions    | Abstentions                     | Abstentions       | 19 662       | 29,93        | 21 623      | 32,93       |  |
| Votants        | Votants                         | Votants           | 46 037       | 70,07        | 44 047      | 67,07       |  |
| Blancs et nuls | Blancs et nuls                  | Blancs et nuls    | 1 216        | 2,64         | 2 709       | 6,15        |  |
| Exprimés       | Exprimés                        | Exprimés          | 44 821       | 97,36        | 41 338      | 93,85       |  |

#### Deuxième circonscription (Narbonne)
| Candidat       | Candidat                     | Parti             | Premier tour | Premier tour | Second tour | Second tour |  |
| Candidat       | Candidat                     | Parti             | Voix         | %            | Voix        | %           |  |
| -------------- | ---------------------------- | ----------------- | ------------ | ------------ | ----------- | ----------- |  |
|                | Jacques Bascou sortant réélu | PS                | 24 424       | 37,13        | 34 244      | 55,91       |  |
|                | Michel Py                    | UMP               | 19 582       | 29,77        | 27 009      | 44,09       |  |
|                | Danièle Beaudoin             | FN                | 10 296       | 15,65        |             |             |  |
|                | Christine Sanchez            | PCF               | 3 942        | 5,99         |             |             |  |
|                | Gérard Soulié                | CPNT              | 1 677        | 2,55         |             |             |  |
|                | Marie-Laure Arripe           | Les Verts         | 1 083        | 1,65         |             |             |  |
|                | Agnès Pelletier              | LCR               | 938          | 1,43         |             |             |  |
|                | Marie-Laure Sava             | Extrême droite    | 713          | 1,08         |             |             |  |
|                | André Chauvin                | Divers écologiste | 708          | 1,08         |             |             |  |
|                | Anita Fagès                  | Pôle républicain  | 669          | 1,02         |             |             |  |
|                | Isabelle Germain             | MNR               | 667          | 1,01         |             |             |  |
|                | Dominique Galonnier          | LO                | 648          | 0,99         |             |             |  |
|                | Alain Pottier                | ÉD                | 194          | 0,29         |             |             |  |
|                | Martin Constant              | ND                | 129          | 0,2          |             |             |  |
|                | Philippe Bossa               | GÉ                | 116          | 0,18         |             |             |  |
|                |                              |                   |              |              |             |             |  |
| Inscrits       | Inscrits                     | Inscrits          | 99 726       | 100,00       | 99 717      | 100,00      |  |
| Abstentions    | Abstentions                  | Abstentions       | 32 321       | 32,41        | 34 840      | 34,94       |  |
| Votants        | Votants                      | Votants           | 67 405       | 67,59        | 64 877      | 65,06       |  |
| Blancs et nuls | Blancs et nuls               | Blancs et nuls    | 1 619        | 2,4          | 3 624       | 5,59        |  |
| Exprimés       | Exprimés                     | Exprimés          | 65 786       | 97,6         | 61 253      | 94,41       |  |

#### Troisième circonscription (Castelnaudary - Limoux)
| Candidat       | Candidat                      | Parti          | Premier tour | Premier tour | Second tour | Second tour |  |
| Candidat       | Candidat                      | Parti          | Voix         | %            | Voix        | %           |  |
| -------------- | ----------------------------- | -------------- | ------------ | ------------ | ----------- | ----------- |  |
|                | Jean-Paul Dupré sortant réélu | PS             | 20 483       | 41,27        | 26 815      | 58,2        |  |
|                | Monique Denux                 | UDF            | 13 690       | 27,58        | 19 261      | 41,8        |  |
|                | William Macou                 | FN             | 5 986        | 12,06        |             |             |  |
|                | Jean-Claude Castillo          | PCF            | 2 000        | 4,03         |             |             |  |
|                | Jean-Claude Beirieu           | Les Verts      | 1 399        | 2,82         |             |             |  |
|                | Eliane Palop                  | CPNT           | 1 304        | 2,63         |             |             |  |
|                | Florence Marois               | LCR            | 965          | 1,94         |             |             |  |
|                | Jean-François Leclerc         | MPF            | 695          | 1,4          |             |             |  |
|                | Lydie Blacher                 | Extrême droite | 675          | 1,36         |             |             |  |
|                | Jean Bourdil                  | MNR            | 621          | 1,25         |             |             |  |
|                | Véronique Kontowicz           | LO             | 513          | 1,03         |             |             |  |
|                | Guy Aranzana                  | LT-LNÉ         | 449          | 0,9          |             |             |  |
|                | Jean Garrigue                 | Divers         | 298          | 0,6          |             |             |  |
|                | Olivier Ruel                  | ND             | 274          | 0,55         |             |             |  |
|                | Martine Noirot                | CNIP           | 171          | 0,34         |             |             |  |
|                | Alexandre Curtillet           | GÉ             | 108          | 0,22         |             |             |  |
|                | Henri Canal                   | Divers gauche  | 0            | 0            |             |             |  |
|                | Frédéric Urbani               | Divers         | 0            | 0            |             |             |  |
|                |                               |                |              |              |             |             |  |
| Inscrits       | Inscrits                      | Inscrits       | 71 661       | 100,00       | 71 634      | 100,00      |  |
| Abstentions    | Abstentions                   | Abstentions    | 20 500       | 28,61        | 22 807      | 31,84       |  |
| Votants        | Votants                       | Votants        | 51 161       | 71,39        | 48 827      | 68,16       |  |
| Blancs et nuls | Blancs et nuls                | Blancs et nuls | 1 530        | 2,99         | 2 751       | 5,63        |  |
| Exprimés       | Exprimés                      | Exprimés       | 49 631       | 97,01        | 46 076      | 94,37       |  |